# Wood (Dacota do Sul)
Wood é uma cidade  localizada no estado norte-americano de Dakota do Sul, no Condado de Mellette.

## Demografia
Segundo o censo norte-americano de 2000, a sua população era de 66 habitantes.
Em 2006, foi estimada uma população de 68, um aumento de 2 (3.0%).

## Geografia
De acordo com o United States Census Bureau tem uma área de
0,6 km², dos quais 0,6 km² cobertos por terra e 0,0 km² cobertos por água.

## Localidades na vizinhança
O diagrama seguinte representa as localidades num raio de 36 km ao redor de Wood.